# Черемушна (річка)
Чере́мушна — річка в Україні, в межах Валківської міської громади Богодухівського району та Нововодолазької селищної громади Харківського району Харківської області. Ліва притока Мжи (басейн Сіверського Дінця).
Довжина річки 14 км, з них 12 км у межах Валківського району. Ширина русла від 3 до 10 м. Верхів'я річки влітку пересихає.
Витік річки поблизу села Огульці Валківського району. Впадає в Мжу поблизу села Бахметівка Нововодолазького району. На правому березі річки село Черемушна. Поблизу сіл Огульців, Черемушної, на річці розташовані ставки.

## Притоки
- Мельникова - права притока [2]
- Огульці - ліва притока [3]
- Скотин - права притока, впадає північніше села Черемушна[4]
- Чернича - ліва притока.